# Бель-Кара-Суу
Бель-Кара-Суу (кирг. Бел-Кара-Суу) — село в Токтогульском районе Джалал-Абадской области Кыргызстана. Входит в состав Кызыл-Озгорушского айылного аймака.

## География
Село расположено в северо-восточной части области, на левом берегу реки Конгур-Огюз, на расстоянии приблизительно 39 километров (по прямой) к юго-востоку от города Токтогула, административного центра района.

## Население
Согласно оценочным данным Национального статистического комитета Кыргызской Республики, численность населения села на начало 2023 года составляла 709 человек.
| год     | 2009 | 2014 | 2015 | 2020 | 2021 | 2023 |
| ------- | ---- | ---- | ---- | ---- | ---- | ---- |
| человек | 736  | 625  | 627  | 724  | 758  | 709  |